# Vangsmjøse
Der Vangsmjøse ist ein langgestreckter See in der norwegischen Kommune Vang in der Provinz Innlandet.
Der See liegt auf einer Höhe von 466 m, besitzt eine Fläche von 18,448 km², ein Volumen von 1,2 km³ und eine maximale Tiefe von 154 m. Der Fluss Begna fließt durch den Vangsmjøse.
Der See liegt etwa 20 km südlich des Sees Bygdin und etwa 10 km südöstlich des Sees Tyin. Der namensgebende Ort Vang liegt am Südende des Sees. Am Westende des Sees liegt die Stabkirche Øye. Die Europastraße 16 verläuft am Südufer des Sees.

## Bildergalerie

Panorama des westlichen Teils des Sees